# جاي ليغ وينينغ إليفن 2009 كلوب شامبونشب
جاي ليغ وينينغ إليفن 2009 كلوب شامبونشب (بالإنجليزية: J-League Winning Eleven 2009 Club Championship)‏ ، هي لعبة فيديو من نوع رياضة كرة القدم ، أنتجها شركة كونامي عام 2009م ، وتعمل لنظام بلاي ستيشن 2 الحصرية.

## منشآت رياضية مرخصة
وفرت منشآت رياضية مرخصة للعبة جاي ليغ وينينغ إليفن 2009 كلوب شامبونشب 4 منشآت وهي:
- ملعب سايتاما 2002.
- قبة سابورو.
- ملعب ناغاي.
- ملعب توشيغي غرين.
- ملعب كانكو.

## وصلة خارجية
اللعبة في موقع جيم فاكس